# Zorzines iharai
Zorzines iharai là một loài bướm đêm trong họ Noctuidae.